# Sốt vàng
Sốt vàng là chứng bệnh sốt gây vàng da do siêu vi trùng thuộc họ Flaviviridae gây ra . Đây là một chứng bệnh sốt xuất huyết quan trọng tại châu Phi và Nam Mỹ mặc dù hiện nay đã có vắc-xin hiệu nghiệm.
Sốt vàng hay sốt vàng da  là bệnh vi rút cấp tính. Trong đa số trường hợp, có các triệu chứng sốt, ớn lạnh, mất cảm giác thèm ăn, nôn, đau bắp cơ đặc biệt ở lưng, và nhức đầu. Triệu chứng thường giảm trong vòng năm ngày. Ở một số người trong vòng một ngày thuyên giảm, sốt tái phát, đau bụng, và tổn thương gan bắt đầu gây vàng da. Nếu tình trang này xảy ra thì nguy cơ chảy máu và bệnh về thận cũng tăng.
Bệnh này lây lan bởi vết cắn của một con muỗi cái nhiễm bệnh. Nó chỉ lây nhiễm cho người, các động vật linh trưởng và một số loài muỗi. Tại các thành phố, nó chủ yếu lây lan bởi Aedes aegypti, một loại muỗi được tìm thấy ở khắp vùng nhiệt đới và cận nhiệt đới. Virus này là một loại virut RNA của chi Flavivirus. Bệnh có thể khó phân biệt với các bệnh khác, đặc biệt là ở giai đoạn đầu. Để xác nhận một trường hợp nghi ngờ, cần phải thử nghiệm mẫu máu với phản ứng chuỗi polymerase.
Một vaccin an toàn và hiệu quả chống lại bệnh sốt vàng đã có và một số quốc gia yêu cầu tiêm chủng cho khách du lịch. Các nỗ lực khác để ngăn ngừa nhiễm trùng bao gồm giảm số lượng muỗi lây truyền. Ở những nơi sốt vàng da phổ biến và tiêm chủng không phổ biến, chẩn đoán sớm các ca bệnh và tiêm chủng cho một phần lớn dân cư là rất quan trọng để ngăn ngừa sự bùng phát. Sau khi bị nhiễm bệnh, việc theo dõi các triệu chứng và cần có các biện pháp cụ thể có hiệu quả chống lại virus. Tử vong xảy ra ở một nửa số người bị bệnh nặng.
Năm 2013, sốt vàng dẫn đến khoảng 127.000 trường hợp nhiễm nặng và 45.000 trường hợp tử vong, với gần 90% trường hợp xảy ra ở Châu Phi. Gần một tỷ người sống trong một khu vực của thế giới nơi căn bệnh này là phổ biến. Nó phổ biến ở các vùng nhiệt đới ở Nam Mỹ và Châu Phi, nhưng không ở Châu Á. Từ những năm 1980, số ca sốt vàng đã tăng lên. Điều này được cho là do ít người được miễn dịch, nhiều người sống ở các thành phố, người di chuyển thường xuyên, và thay đổi khí hậu. Căn bệnh này bắt nguồn từ châu Phi, từ nơi nó lan sang Nam Mỹ thông qua việc buôn bán nô lệ vào thế kỷ 17. Kể từ thế kỷ 17, một số đợt dịch lớn xảy ra ở châu Mỹ, châu Phi và châu Âu. Trong thế kỷ 18 và 19, sốt vàng được coi là một trong những bệnh truyền nhiễm nguy hiểm nhất. Trong năm 1927, virus sốt vàng trở thành virus ở người đầu tiên bị cô lập.

## Dấu hiệu, Triệu chứng
Sốt vàng bắt đầu sau giai đoạn ủ bệnh từ ba đến sáu ngày. Hầu hết các trường hợp chỉ gây sốt nhẹ, nhức đầu, ớn lạnh, đau lưng, mệt mỏi, chán ăn, đau cơ, buồn nôn, và nôn. Trong những trường hợp này, nhiễm trùng chỉ kéo dài từ ba đến bốn ngày.
Tuy nhiên, trong 15% trường hợp, người ta tiến vào giai đoạn thứ hai, độc của bệnh sốt tái phát, lần này cùng với vàng da do tổn thương gan, cũng như đau bụng. Chảy máu trong miệng, mắt, và đường tiêu hóa gây ra chất mỡ có máu, do đó có tên là sốt vàng. Cũng có thể có suy thận, nấc cục, và mê sảng.
Giai đoạn độc hại gây tử vong trong khoảng 20 đến 50% trường hợp, làm cho tỷ lệ tử vong chung của bệnh khoảng 3,0 đến 7,5%. Tuy nhiên, tỷ lệ tử vong của những người có giai đoạn độc hại của bệnh có thể vượt quá 50%.
Sống sót sau nhiễm trùng cung cấp miễn dịch suốt đời và thường không có kết quả gây tổn thương cơ vĩnh viễn.

## Nguyên nhân
Bệnh do vi rút sốt vàng gây ra và lây lan qua vết cắn của muỗi cái. Bệnh chỉ có ở người, bộ linh trưởng, và vài loài muỗi.Sốt vàng là do siêu vi khuẩn sốt vàng, một loại virut RNA bao phủ từ 40 đến 50 nm, loài RNA thuộc họ Flaviviridae. Đây là căn bệnh đầu tiên cho thấy khả năng lây truyền qua huyết thanh người được lọc và truyền qua muỗi bởi Walter Reed vào khoảng năm 1900. RNA có một mạch đơn có khoảng 11.000 nucleotide dài và có một mã mở khung mã hóa một polyprotein. Các proteaza chủ yếu đã cắt polyprotein này thành ba cấu trúc (C, prM, E) và bảy protein phi cấu trúc (NS1, NS2A, NS2B, NS3, NS4A, NS4B, NS5); sự liệt kê tương ứng với sự sắp xếp của gen mã hóa protein trong bộ gen. Khuôn 3'UTR sốt virut vàng nhỏ (YFV) cần thiết cho việc giữ ổn định của XRN1 của exonuclease 5'-3 'chủ nhân. UTR chứa cấu trúc pseudokock PKS3 đóng vai trò như một tín hiệu phân tử để ngăn chặn exonuclease và là yêu cầu duy nhất của virut cho sản xuất flavivirus RNA (sfRNA) bậc phụ. Các sfRNAs là kết quả của sự không thoái hóa của bộ gen virus bởi exonuclease và rất quan trọng đối với sự gây bệnh của virus. Sốt vàng thuộc về nhóm cơn sốt xuất huyết.

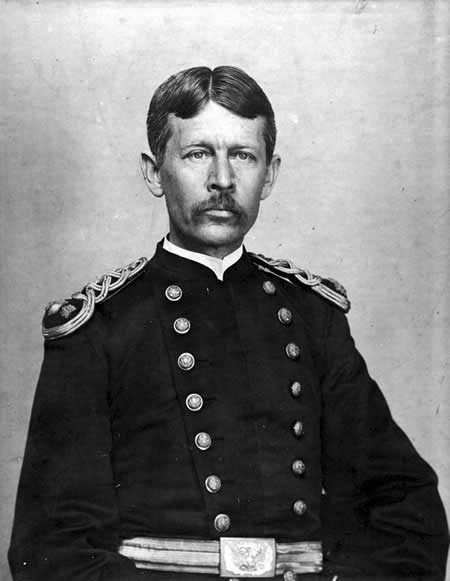
Walter Reed

Các virut lây nhiễm, trong số những người khác, bạch cầu đơn bào, đại thực bào, và các tế bào đuôi gai. Họ gắn kết với bề mặt tế bào thông qua các thụ thể cụ thể và được đưa lên bởi một túi niêm mạc. Bên trong endosome, độ pH giảm làm cho sự kết hợp của màng nội bào với vỏ virus. Các capsid đi vào tế bào chất, phân rã, và giải phóng bộ gen. Sự kết hợp của receptor, cũng như phản ứng nhiệt hạch màng tế bào, được xúc tác bởi protein E, nó làm thay đổi cấu trúc của nó ở pH thấp, làm cho sắp xếp lại 90 homo dimers thành 60 homo trimers.
Sau khi đi vào tế bào chủ, bộ gen của virus được tái tạo trong lưới tế bào nội mạc thô (ER) và trong các túi được gọi là túi xoang. Thoạt đầu, một dạng virut chưa trưởng thành của hạt virus được tạo ra bên trong ER, mà protein M của nó vẫn chưa được tách ra thành dạng trưởng thành và do đó được biểu hiện như prM (tiền chất M) và tạo thành một phức hợp với protein E. Các hạt chưa trưởng thành được chế biến trong bộ máy Golgi bởi protein furin của vật chủ, nó phân rã prM đến M. Điều này giải phóng E khỏi phức hợp mà bây giờ có thể thay thế vị trí của nó trong virion trưởng thành, truyền nhiễm.

### Truyền
Virus sốt vàng chủ yếu truyền qua vết muỗi Aedes aegypti, nhưng các loài muỗi Aedes khác như muỗi cọ (Aedes albopictus) cũng có thể là một loại côn trùng truyền cho virut này. Giống như các loại arbovirus khác được lây truyền qua muỗi, virut sốt vàng da được đưa lên bởi một con muỗi cái khi nó hấp thụ máu của một con người bị nhiễm bệnh hoặc linh trưởng khác. Virus đến được dạ dày của muỗi, và nếu nồng độ virus đủ cao, virus có thể lây nhiễm vào các tế bào biểu mô và nhân bản ở đó. Từ đó, họ đến được máu huyết (hệ thống máu của muỗi) và từ đó có tuyến nước bọt. Khi muỗi tiếp theo hút máu, nó sẽ tiêm vào nước bọt của nó vào vết thương, và virut sẽ đến được dòng máu của người bị cắn. Chỉ định cho thấy sự lây truyền qua da và xuyên đại tràng của virus sốt vàng trong A. aegypti, nghĩa là truyền từ muỗi cái sang trứng và sau đó là ấu trùng. Sự lây nhiễm của các côn trùng không có máu trước đây có vẻ như đóng một vai trò quan trọng trong sự đột biến của bệnh.
Có ba chu kỳ truyền nhiễm khác nhau về dịch tễ, trong đó virus lây truyền từ muỗi sang người hoặc các loài linh trưởng khác. Trong "chu kỳ đô thị", chỉ có muỗi vàng A. aegypti có liên quan. Nó thích nghi tốt với khu vực thành thị và cũng có thể lây truyền các bệnh khác, bao gồm sốt Zika, sốt dengue và chikungunya. Chu kỳ đô thị chịu trách nhiệm cho các đợt bùng phát bệnh sốt vàng xuất hiện ở Châu Phi. Ngoại trừ một vụ bùng phát vào năm 1999 ở Bolivia, chu kỳ đô thị này không còn tồn tại ở Nam Mỹ nữa.

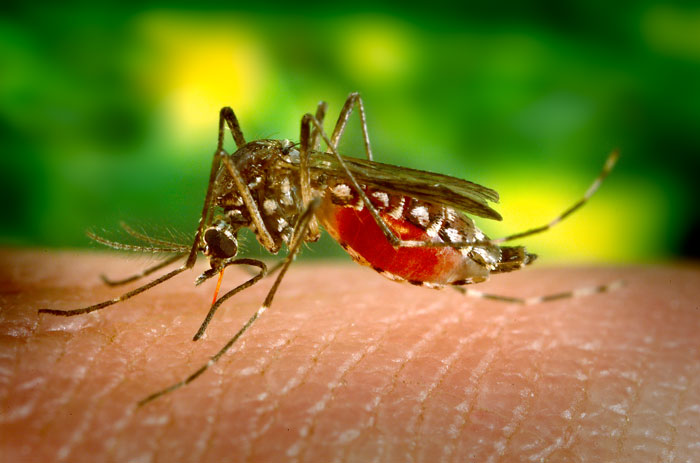
Muỗi truyền bệnh

Ngoài chu kỳ đô thị, cả ở Châu Phi và Nam Mỹ, có chu kỳ sinh cảnh (rừng hoặc chu kỳ rừng), nơi loài Aedes africanus (ở Châu Phi) hoặc muỗi của chi Haemagogus và Sabethes (ở Nam Mỹ) là những vectơ. Trong rừng rậm, muỗi lây nhiễm chủ yếu là động vật linh trưởng không phải con người; bệnh chủ yếu không có triệu chứng ở loài linh trưởng châu Phi. Ở Nam Mỹ, chu kỳ sinh thái hiện nay là cách duy nhất con người có thể bị nhiễm bệnh, điều này giải thích tỷ lệ mắc bệnh sốt vàng trên lục địa thấp. Những người bị nhiễm bệnh trong rừng có thể mang vi rút đến các khu đô thị, nơi A. aegypti hoạt động như một vector. Do chu kỳ sinh thái này, sốt vàng không thể được tận diệt.
Ở châu Phi, chu kỳ truyền nhiễm thứ ba được gọi là "chu kỳ hoang vu " hoặc chu trình trung gian, xảy ra giữa rừng và chu kỳ đô thị. Các loại muỗi khác nhau của chi Aedes có liên quan. Trong những năm gần đây, đây là hình thức lây truyền phổ biến nhất của bệnh sốt vàng ở Châu Phi. 
Sự lo ngại về sốt vàng lan rộng đến vùng Đông Nam Á, nơi mà nó đã xuất hiện côn trùng A. aegypti 

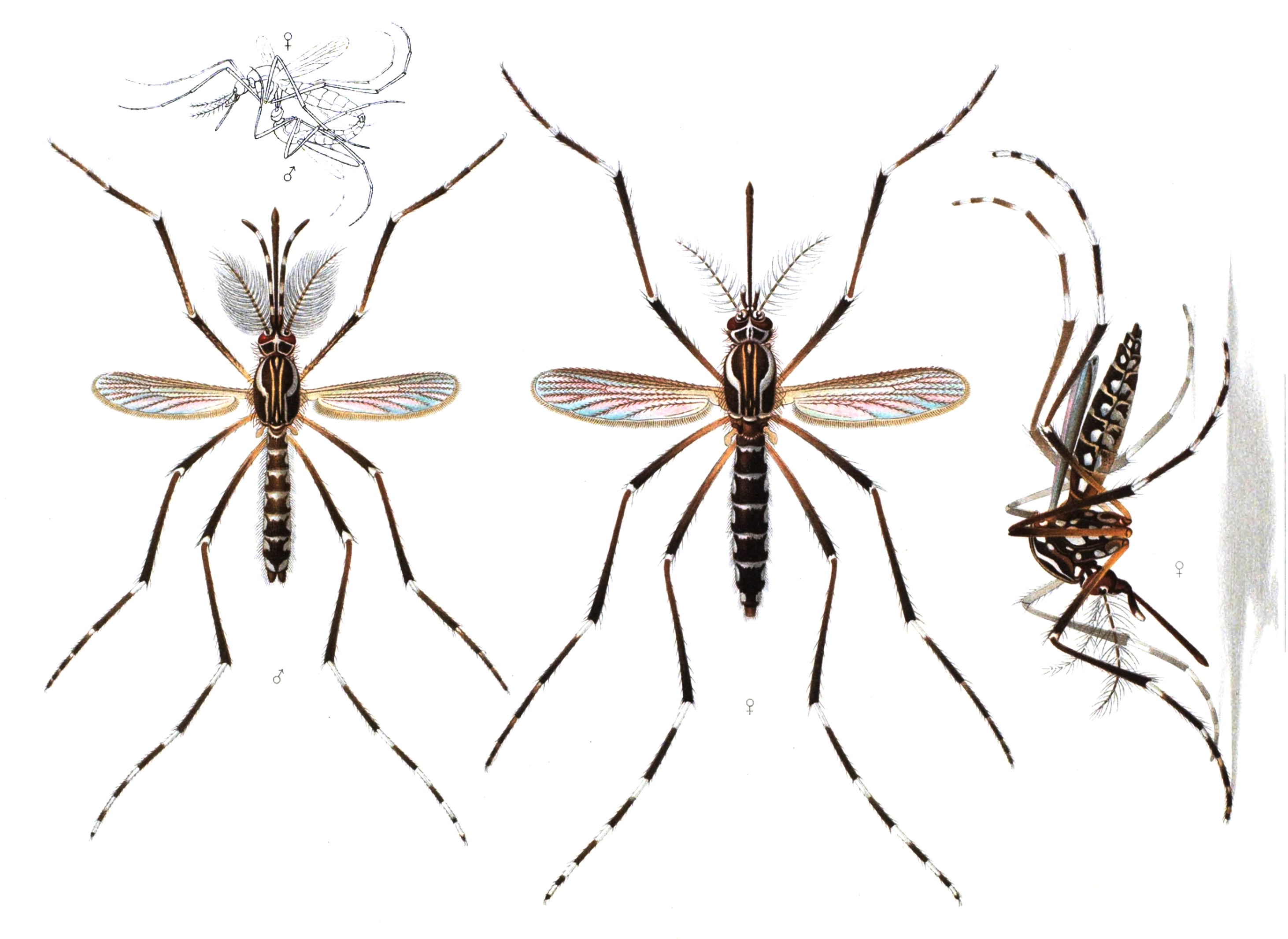
Hình dạng của Aedes aegypti

## Chẩn Đoán
Cách chẩn đoán thường xuyên nhất là chẩn đoán lâm sàng, được thực hiện trên cơ sở triệu chứng và nơi ở của bệnh nhân trước khi bị ốm. Các đợt bệnh nhẹ chỉ có thể được xác định về mặt vi rút. Vì các cơn sốt vàng nhẹ có thể góp phần đáng kể cho sự bùng phát của khu vực, mọi trường hợp nghi ngờ sốt vàng (có triệu chứng sốt, đau, buồn nôn và nôn từ 6 đến 10 ngày sau khi rời khỏi khu vực bị ảnh hưởng) được điều trị một cách nghiêm túc.
Nếu nghi ngờ có sốt vàng, vi rút không thể được xác nhận cho đến sáu đến 10 ngày sau khi bị ốm. Có thể nhận được sự xác nhận trực tiếp bằng phản ứng chuỗi polymerase phiên mã ngược, nơi bộ gen của virut được khuếch đại. Một phương pháp tiếp cận trực tiếp khác là sự cô lập của virus và sự phát triển của nó trong nuôi cấy tế bào sử dụng huyết tương; việc này có thể mất từ một đến bốn tuần.
Theo huyết thanh học, một xét nghiệm miễn dịch hấp thụ enzyme trong giai đoạn cấp tính của bệnh sử dụng IgM đặc hiệu chống sốt vàng hoặc tăng IgG đặc hiệu (so với mẫu sớm hơn) có thể xác nhận sốt vàng da. Cùng với các triệu chứng lâm sàng, phát hiện IgM hoặc tăng gấp bốn lần IgG-titer được xem là dấu hiệu đầy đủ cho sốt vàng da. Vì các xét nghiệm này có thể phản ứng chéo với các flavivirus khác, như virus dengue, những phương pháp gián tiếp này không thể kết luận chứng minh nhiễm sốt vàng.
Sinh thiết gan có thể xác minh viêm và hoại tử tế bào gan và phát hiện kháng nguyên virus. Do xu hướng chảy máu của bệnh nhân sốt vàng, sinh thiết chỉ được khuyến cáo sau khi giết mổ để xác nhận nguyên nhân gây tử vong.
Trong chẩn đoán phân biệt, các bệnh nhiễm trùng sốt vàng phải được phân biệt với các bệnh sốt khác như bệnh sốt rét. Các bệnh sốt xuất huyết khác như virut Ebola, virus Lassa, virus Marburg, và vi rút Junin phải được loại trừ như nguyên nhân.

## Phòng bệnh
Dự phòng cá nhân sốt vàng bao gồm tiêm vắc xin và tránh muỗi đốt ở những nơi có dịch sốt vàng. Các biện pháp thể chế để phòng ngừa bệnh sốt vàng bao gồm các chương trình chủng ngừa và các biện pháp kiểm soát muỗi. Các chương trình phân phát màn chống muỗi sử dụng trong nhà đang giảm các trường hợp sốt rét và sốt rét. Việc sử dụng chất chống côn trùng đã đăng ký EPA được khuyến cáo khi ở ngoài trời. Tiếp xúc ngay cả trong một thời gian ngắn cũng đủ để có thể bị cắn. Quần áo dài tay, quần dài, vớ rất hữu ích để phòng ngừa. Nhận thức về tiếp xúc muỗi từ sáng đến tối. Việc sử dụng thuốc diệt cỏ cho các bình chứa nước có thể giúp loại bỏ các địa điểm gây muỗi tiềm ẩn. Muỗi trưởng thành có thể bị giết bằng cách sử dụng thuốc trừ sâu, làm giảm sự truyền bệnh sốt vàng.
Sử dụng thuốc chống côn trùng khi ở ngoài trời, ví dụ như DEET, picaridin, IR3535 hoặc dầu bạch đàn chanh trên da bị phơi nhiễm.
Mang quần áo phù hợp để giảm vết cắn của muỗi. Khi thời tiết cho phép, mặc áo dài, quần dài và vớ khi ở ngoài trời. Muỗi có thể cắn qua quần áo mỏng, do đó xịt quần áo bằng chất chống thấm có chứa permethrin hoặc một chất chống thấm khác của EPA sẽ giúp bảo vệ thêm. Quần áo được xử lý bằng permethrin có sẵn trên thị trường. Thuốc chống côn trùng có chứa permethrin không được chấp thuận để áp dụng trực tiếp vào da.
Thời điểm cắn đỉnh của nhiều loài muỗi đang đến gần. Tuy nhiên, A. aegypti, một trong những muỗi truyền virut sốt vàng, ăn vào ban ngày. Giữ chỗ ở với phòng chiếu hoặc máy lạnh, đặc biệt trong thời gian cắn đỉnh, cũng làm giảm nguy cơ bị muỗi cắn.

### Vắc xin
Chủng ngừa được khuyến cáo cho những người đi du lịch đến các vùng bị ảnh hưởng, bởi vì người không phải là người bản xứ có xu hướng phát triển bệnh nặng hơn khi bị nhiễm bệnh. Bảo vệ bắt đầu từ ngày thứ 10 sau khi tiêm vắc xin ở 95% người, và đã được báo cáo là kéo dài ít nhất 10 năm. WHO tuyên bố rằng một liều tiêm chủng duy nhất đủ để tạo ra miễn dịch suốt đời đối với bệnh sốt vàng ". Tổ chức Y tế Thế giới (WHO) khuyến cáo thói quen tiêm chủng cho những người sống trong các khu vực bị ảnh hưởng từ tháng thứ 9 đến tháng thứ 12 sau sinh. 
Có tới một phần tư người bị sốt, đau nhức, và đau nhức cục bộ và đỏ ở chỗ tiêm. Trong một số ít trường hợp (ít hơn một trong 200.000 đến 300.000), tiêm chủng có thể gây ra chứng tăng nhãn áp do sốt vàng, gây tử vong ở 60% trường hợp. Có lẽ do hình thái di truyền của hệ thống miễn dịch. Một tác dụng phụ khác có thể xảy ra là nhiễm trùng hệ thần kinh, xảy ra trong một trong 200.000 đến 300.000 trường hợp, gây ra bệnh thần kinh liên quan đến vắc xin sốt vàng, có thể dẫn đến viêm màng não mãn tính và tử vong ít hơn 5% ca bệnh.

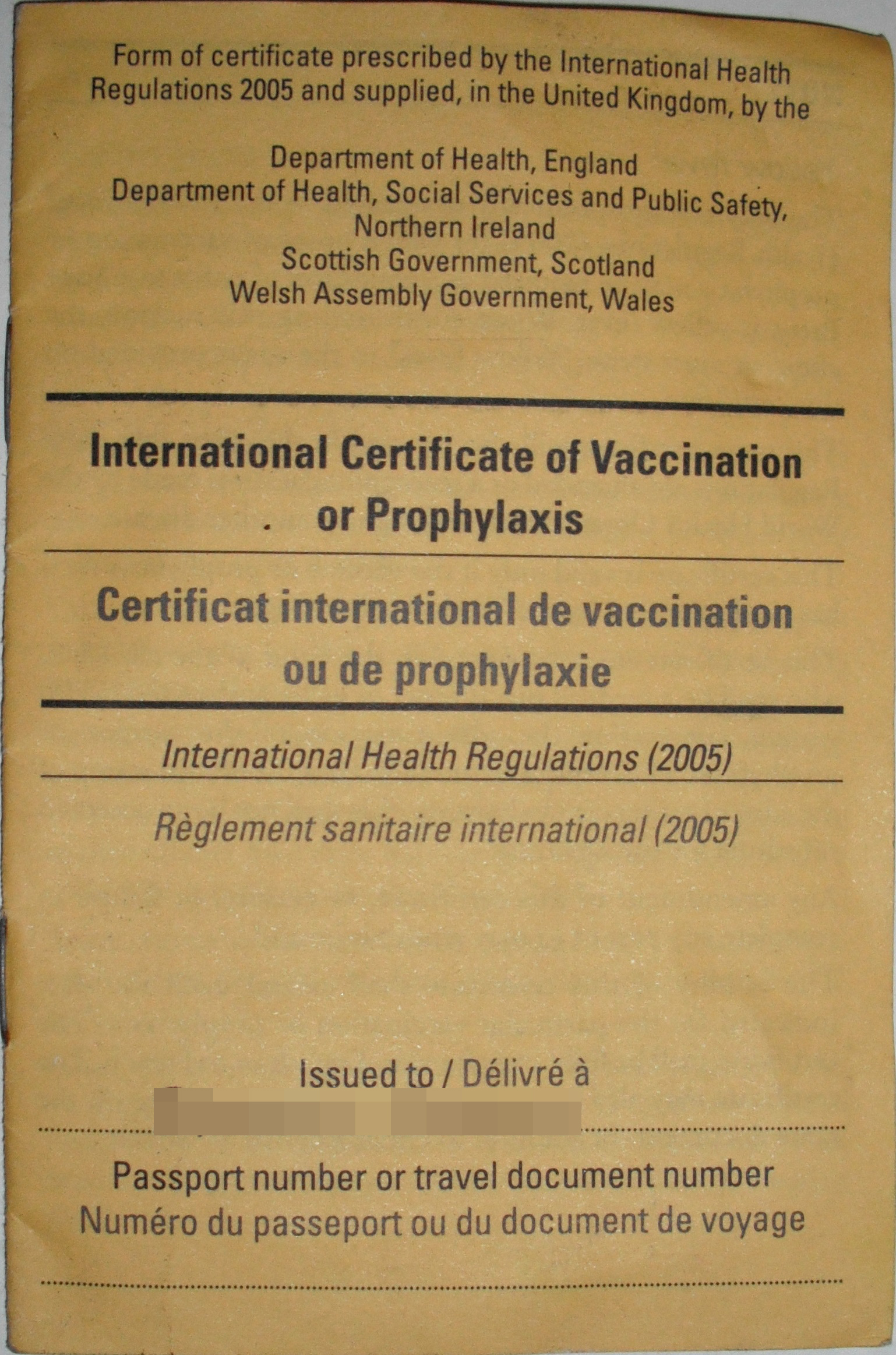
Vắc xin được điều chế thành công

Sáng kiến Sốt Vàng, do WHO đưa ra năm 2006, tiêm chủng cho hơn 105 triệu người ở 14 quốc gia ở Tây Phi. [36] Không có ổ dịch được báo cáo vào năm 2015. Chiến dịch này được hỗ trợ bởi Liên minh GAVI, và các tổ chức chính phủ ở Châu Âu và Châu Phi. Theo Tổ chức Y tế Thế giới, tiêm phòng đại trà không thể loại trừ được cơn sốt vàng vì số lượng muỗi bị nhiễm ở khu vực thành thị của các nước mục tiêu, nhưng nó sẽ làm giảm đáng kể số người bị nhiễm bệnh. [37]
Tháng 3 năm 2017, WHO đưa ra một chiến dịch tiêm chủng ở Braxin với 3,5 triệu liều từ một kho dự trữ khẩn cấp. [38] Vào tháng 3 năm 2017, WHO đã khuyến cáo tiêm vắc xin cho khách du lịch tới một số vùng của Brazil. 
. Tại những nơi sốt vàng lưu hành và tiêm chủng không rộng rãi thì phát hiện bệnh sớm và chủng ngừa phần lớn người dân là điều quan trọng để ngăn ngừa dịch bệnh. Một khi bị nhiễm bệnh, thì kiểm soát triệu chứng chứ không có biện pháp điều trị đặc hiệu hiệu quả chống vi rút. Đối với người bệnh nặng, khoảng một nửa người không được điều trị bị tử vong.

### Tiêm chủng bắt buộc
Một số nước châu Á về mặt lý thuyết đang có nguy cơ dịch sốt vàng (muỗi có khả năng truyền bệnh sốt vàng và các con khỉ dễ bị nhiễm bệnh), mặc dù bệnh này chưa xảy ra ở đó. Để ngăn ngừa sự lây lan của virus, một số quốc gia yêu cầu tiêm chủng trước đây của khách du lịch nước ngoài nếu họ đã đi qua khu vực sốt vàng. Việc chủng ngừa phải được chứng minh bằng giấy chứng nhận tiêm chủng, có hiệu lực sau 10 ngày tiêm phòng và kéo dài trong 10 năm. Mặc dù WHO vào ngày 17 tháng 5 năm 2013 đã khuyên rằng tiêm chủng bổ sung tiếp theo là không cần thiết, một giấy chứng nhận tuổi hơn 10 (năm) có thể không được chấp nhận ở tất cả các biên giới ở tất cả các quốc gia bị ảnh hưởng. Một danh sách các quốc gia có yêu cầu tiêm vắcxin sốt vàng được WHO công bố. Nếu không thể tiêm phòng vắc xin vì một số lý do, có thể có sự phân chia. Trong trường hợp này, phải có giấy chứng nhận miễn giảm do trung tâm tiêm chủng đã được WHO công nhận. Mặc dù 32 trong số 44 quốc gia có sốt vàng xảy ra đặc biệt là có các chương trình tiêm phòng, ở nhiều nước này, dưới 50% dân số của họ được chủng ngừa. 

### Kiểm soát côn trùng
Kiểm soát bệnh sốt vàng A. aegypti có tầm quan trọng lớn, đặc biệt là do cùng một loại muỗi cũng có thể truyền bệnh sốt xuất huyết và bệnh chi kungunya. A. aegypti sinh sôi nảy nở trong nước, ví dụ như ở các khu vực dân cư ở những khu vực có nguồn cung cấp nước uống không an toàn, hoặc rác thải sinh hoạt, đặc biệt là lốp xe, lon và chai nhựa. Những điều kiện này là phổ biến ở các khu vực thành thị ở các nước đang phát triển.
Hai chiến lược chính được sử dụng để giảm số lượng muỗi. Một cách tiếp cận là để diệt ấu trùng đang phát triển. Các biện pháp được thực hiện để giảm sự tích lũy nước, trong đó ấu trùng phát triển. Larvicides được sử dụng, cũng như cá ăn cá và copepods, làm giảm số lượng ấu trùng. Trong nhiều năm, những con gia cầm thuộc chi Mesocyclops đã được sử dụng ở Việt Nam để dự phòng bệnh sốt xuất huyết. Nó đã diệt trừ được muỗi ở một số khu vực. Những nỗ lực tương tự có thể có hiệu quả chống lại bệnh sốt vàng da. Pyriproxyfen được khuyên dùng như một hóa chất diệt cỏ, chủ yếu vì nó an toàn cho con người và có hiệu quả ngay cả khi dùng liều nhỏ.
Chiến lược thứ hai là làm giảm số lượng muỗi trưởng thành bị sốt vàng da. Ovitraps chết có thể làm giảm quần thể Aedes, nhưng với một lượng thuốc trừ sâu giảm vì nó nhắm mục tiêu trực tiếp đến muỗi. Rèm và nắp của bể chứa nước có thể được phun thuốc trừ sâu, nhưng việc áp dụng trong nhà không được WHO khuyến cáo. Các màn chống muỗi đã được xử lý có hiệu quả, giống như họ chống lại muỗi Anopheles mang sốt rét. 

## Dịch tễ học và lịch sử
Mỗi năm, sốt vàng gây 200.000 người bệnh và 30.000 người tử vong, trong đó có 90% trong số này ở châu Phi. Gần một tỷ người sống ở vùng bệnh lưu hành. Bệnh phổ biến ở những vùng nhiệt đới của Nam Mỹ và châu Phi, nhưng không ở châu Á. Từ thập niên 1980, số ca sốt vàng không ngừng tăng. Điều này được cho là do có ít người hơn được chủng ngừa, nhiều người hơn sống tại các thành phố, người ta đi lại thường xuyên, và khí hậu thay đổi. Bệnh bắt nguồn tại châu Phi, từ đó lan sang Nam Mỹ qua buôn bán nô lệ vào thế kỷ 17. Từ thế kỷ 17, có vài đợt bùng phát dịch bệnh lớn xảy ra tại châu Mỹ, châu Phi, và châu Âu. Vào thế kỷ 18 và 19, sốt vàng được xem là một trong những bệnh truyền nhiễmnguy hiểm nhất. Vi rút sốt vàng là vi rút gây bệnh ở người đầu tiên được phát hiện.
Sốt vàng từng gây nhiều trận dịch tàn khốc, giết hại hàng trăm ngàn người. Trong thế kỷ 18, sốt vàng lan tràn tại Ý, Pháp, Tây Ban Nha và Anh quốc. Vào thế kỷ 19, khoảng 300.000 người Tây Ban Nha chết vì sốt vàng. Trong thời kỳ cách mạng Haiti năm 1802 gần nửa đội quân Pháp bị sốt vàng chết. Sốt vàng tiếp tục gây tử vong khắp nơi cho đến thế kỷ 20 khi khoa học khám phá ra bệnh lây do muỗi đốt và nghiên cứu được phương cách phòng chống bằng vắc-xin.
Cuộc tìm kiếm vắc-xin ngừa sốt vàng tốn rất nhiều công sức và hy sinh của nhiều người, trong đó có bác sĩ Cuba Carlos Finlay và bác sĩ Mỹ Walter Reed. Tuy vậy hiện nay vẫn còn nhiều nước chậm tiến chưa được chủng ngừa. Tổ chức Y tế thế giới ước lượng trong năm 2001 200.000 người bị sốt vàng và 30.000 tử vong.

## Hình ảnh

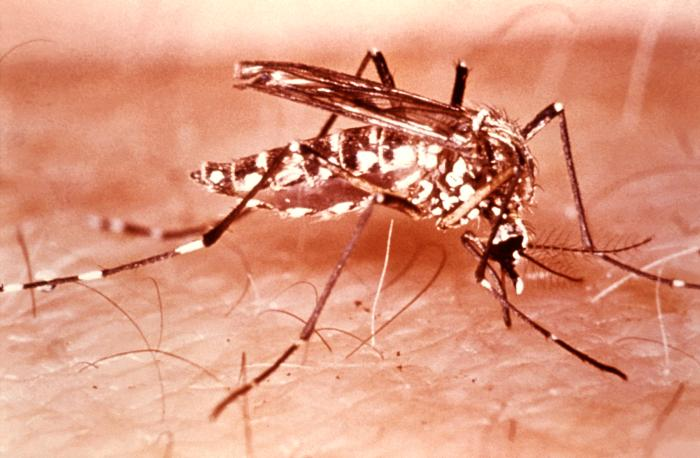
Muỗi Aedes aegypti
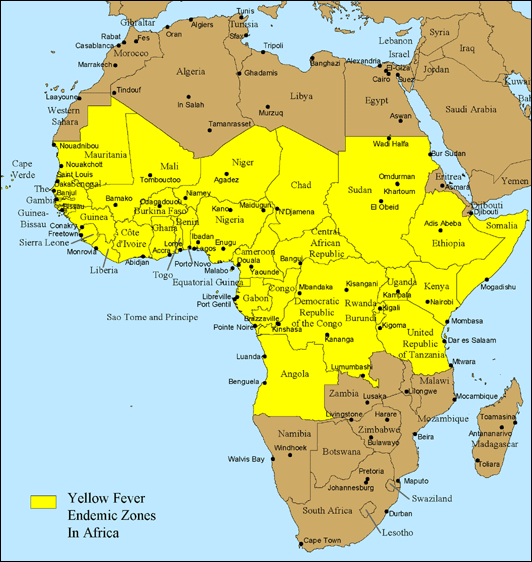
Các quốc gia có ca mắc sốt vàng ở châu Phi
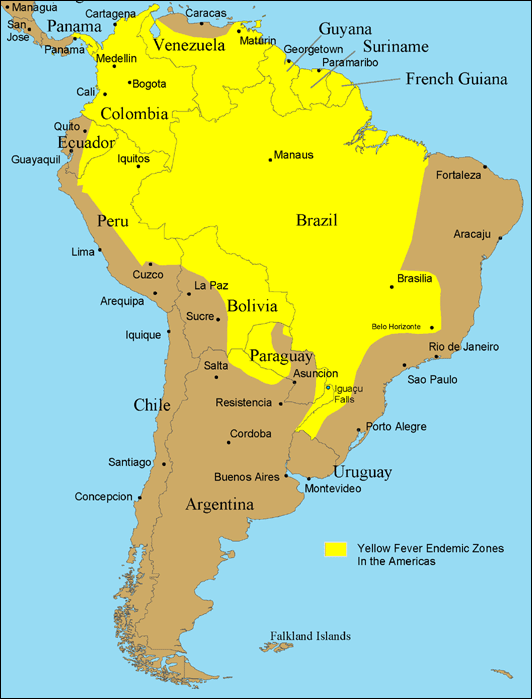
Các quốc gia có ca mắc sốt vàng ở Nam Mỹ
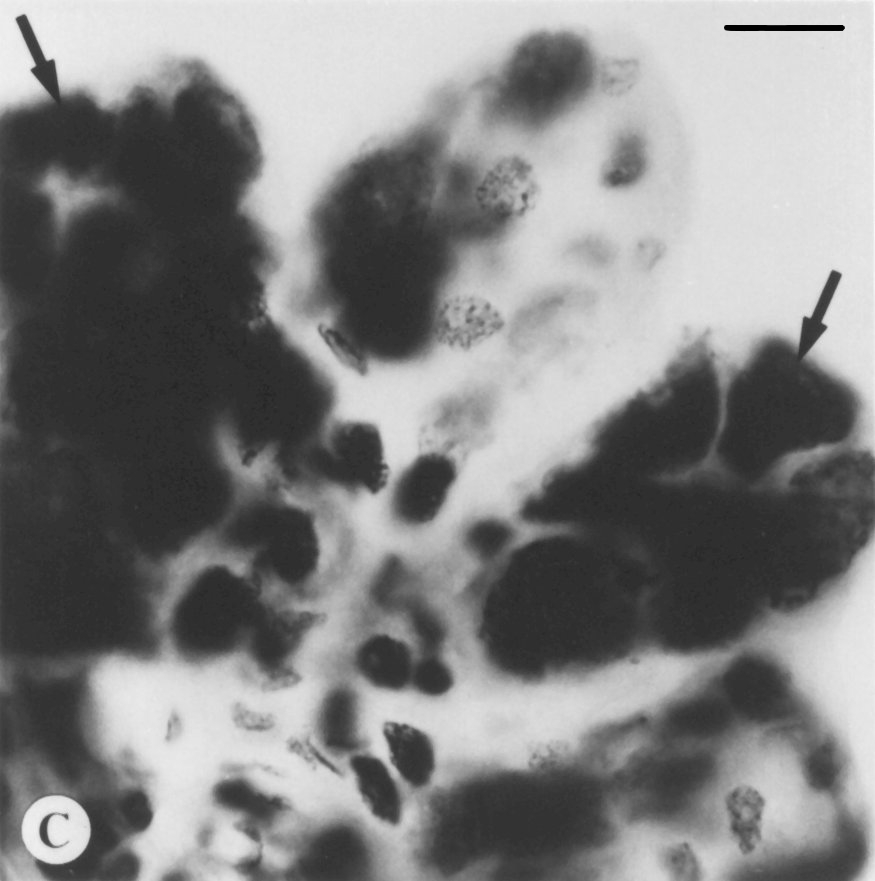